# Théorie de Deng Xiaoping

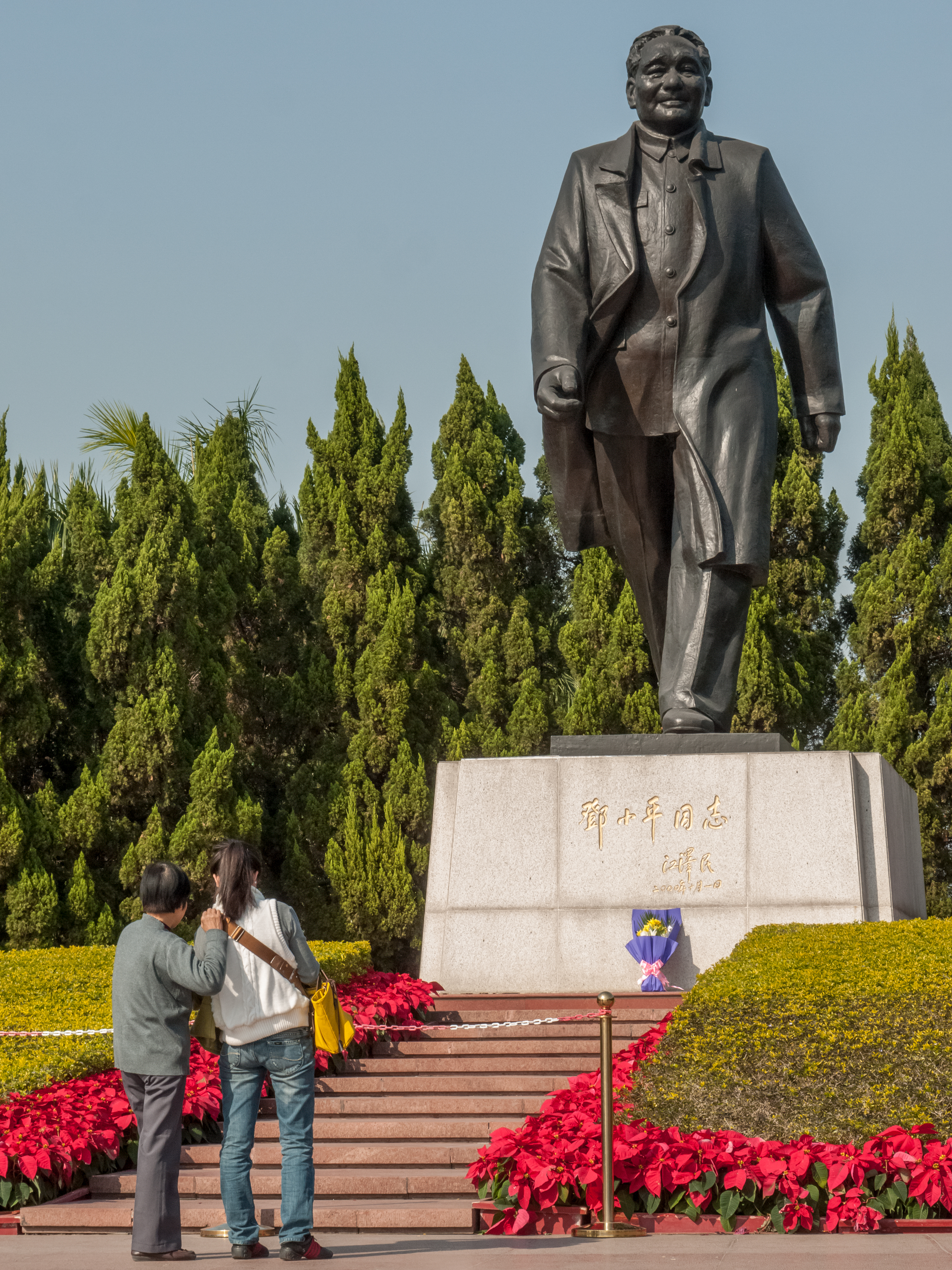
Statue de Deng Xiaoping dans le parc Lianhuashan à Shenzhen en 2010.

La théorie de Deng Xiaoping (chinois simplifié : 邓小平理论 ; chinois traditionnel : 鄧小平理論 ; pinyin : Dèng Xiǎopíng Lǐlùn), également connue sous le nom de dengisme, est la série d'idéologies politiques et économiques d'abord développées par le dirigeant chinois Deng Xiaoping. La théorie ne prétend pas rejeter le marxisme-léninisme ou la pensée de Mao Zedong mais cherche plutôt à les adapter aux conditions socio-économiques existantes en Chine. Deng Xiaoping a souligné l'ouverture de la Chine au monde extérieur, la mise en œuvre d'un pays, deux systèmes, et par l'expression « chercher la vérité dans les faits » (chinois traditionnel : 實事求是 ; pinyin : shíshì qiú shì), une défense de pragmatisme politique et économique.

## Historique
En 1962, Deng Xiaoping indique : « Peu importe qu'un chat soit noir ou blanc, s'il attrape la souris, c'est un bon chat ». Par cette formule il préconise de prendre les mesures économiques performantes sans tenir compte de l’idéologie marxiste. Cependant, à la mort de Mao Zedong en 1976, l’économie repose sur les principes classiques d'un système communiste, c’est une économie planifiée, autarcique et collectivisée.
Les Quatre Modernisations (agriculture, industrie, défense, science et techniques) ont été avancées par Zhou Enlai dès 1975 au crépuscule du pouvoir de Mao Zedong. Mais c’est Deng Xiaoping qui engage ces réformes économiques, tout en maintenant la mainmise du Parti communiste sur la société chinoise,. En effet, l'affichage sur le mur de la Démocratie à Pékin, en décembre 1978, du manifeste de « La Cinquième Modernisation », la démocratie, par Wei Jingsheng a entraîné l'arrestation de l'auteur en mars 1979. Deng Xiaoping a ainsi marqué les limites de ses réformes, restreintes au domaine économique.
En 1992, le Quotidien du peuple, en préparation du 14e congrès national du Parti communiste chinois, indique : « Dans le passé, le peuple chinois avait la chance d'avoir le PCC et la pensée de Mao. Maintenant, dans ce monde instable et face aux difficultés et aux revers que rencontre le socialisme, il a encore plus de chance car il a la théorie du camarade Deng. » Le média communiste indique qu'après le congrès, la politique de réformes économiques, présentée dans la théorie de Deng Xiaoping, doit être mise en œuvre . Puis, en 1993, la théorie élaborée par Deng Xiaoping est intégrée dans la constitution chinoise. Ainsi l'« économie socialiste de marché » se substitue aux communes populaires maoïstes.
« Portons haut levé le grand étendard de la théorie de Deng Xiaoping pour l'avancement tous azimuts de la cause de l'édification du socialisme à la chinoise au XXIe siècle » est le titre du rapport du Comité central de Jiang Zemin présenté le 27 septembre 1997 au 15e congrès national du Parti communiste chinois à Pékin. Premier congrès depuis la mort de Deng Xiaoping, il permet à Jiang Zemin de consolider son pouvoir et d'annoncer le projet de ventes au secteur privé de milliers d'entreprises d'État chinoises, conformément à la théorie de Deng Xiaoping.
Après sa mort en 1997, Deng est vénéré comme un visionnaire économique et son approche réformiste est appelée « théorie de Deng Xiaoping ».
La théorie de Deng Xiaoping est mentionnée dans la « Loi sur l’éducation patriotique » adoptée par la Chine en octobre 2023 et justifiée au nom de « l’unité et de la sécurité nationales et ethniques ».